# Paul Whiteman

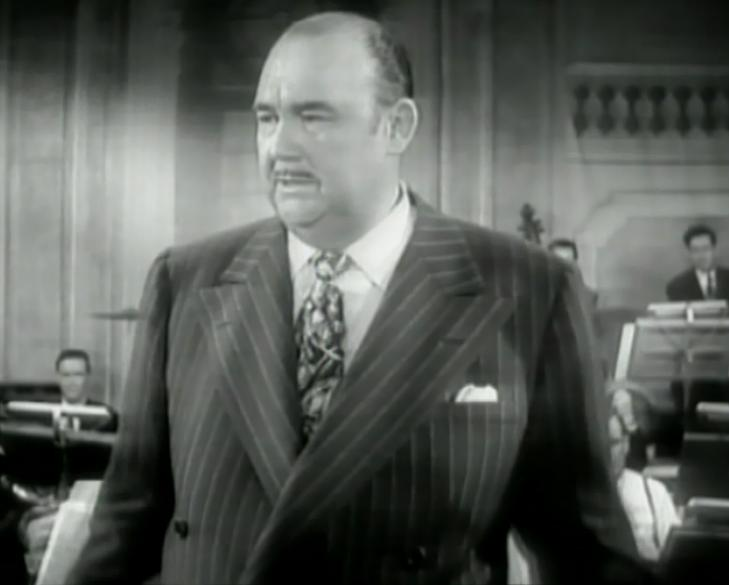
Paul Whiteman i filmen Dorsey spelar upp! (1947).

Paul Samuel "Pops" Whiteman, född 28 mars 1890 i Denver, Colorado, död 29 december 1967 i Doylestown, Pennsylvania, var en amerikansk orkesterledare. känd som "The King of Jazz". Han var son till musikläraren Wilberforce Whiteman (1857–1939) och sångerskan Elfrida M. Whiteman, född Dallison (1866–1934).

## Whitemans tidiga framgångar
Whiteman började sin musikaliska karriär som klassiskt skolad violaspelare men kom under 1910-talets senare del att allt mer lockas av populärmusiken. Hans orkester gjorde sig först ett namn lokalt på den amerikanska västkusten, men upptäcktes 1920 av en representant för tidens ledande skivbolag Victor och fick göra provinspelningar. De första skivorna med orkestern (Avalon--Just Like a Gypsy/Best Ever Medley på Victor 35701 och Whispering/Japanese Sandman på Victor 18690) blev enorma försäljningsframgångar och banade väg för både nationell och i förlängning världsomfattande berömmelse för Whiteman.
Vid en reklamkupp iscensatt av instrumenttillverkaren Buescher 1923 utnämndes Whiteman till "the King of Jazz", vilket blev en etikett som skulle följa honom genom hela hans karriär. Den har ofta retat senare tiders jazzhistoriker som menat att Whitemans orkester inte alls spelade jazz, men sett utifrån hur ordet användes under 1920-talet, nämligen som en synonym till modern synkoperad dansmusik, var denna hederstitel passande eftersom få orkestrar kunde mäta sig med Whitemans i fråga om publiksuccéer såväl live som på skiva. Även om begreppet "topplistor" inte existerade på samma sätt som i dag under 1920-talet har man räknat ut att Whitemans orkester åren 1920-1930 producerade motsvarande tjugo "listettor". Bland dessa märktes titlar som Hot Lips (komponerad av Whitemans trumpetare Henry Busse), Linger Awhile, Valencia, My Blue Heaven, Ramona och Ol' Man River.

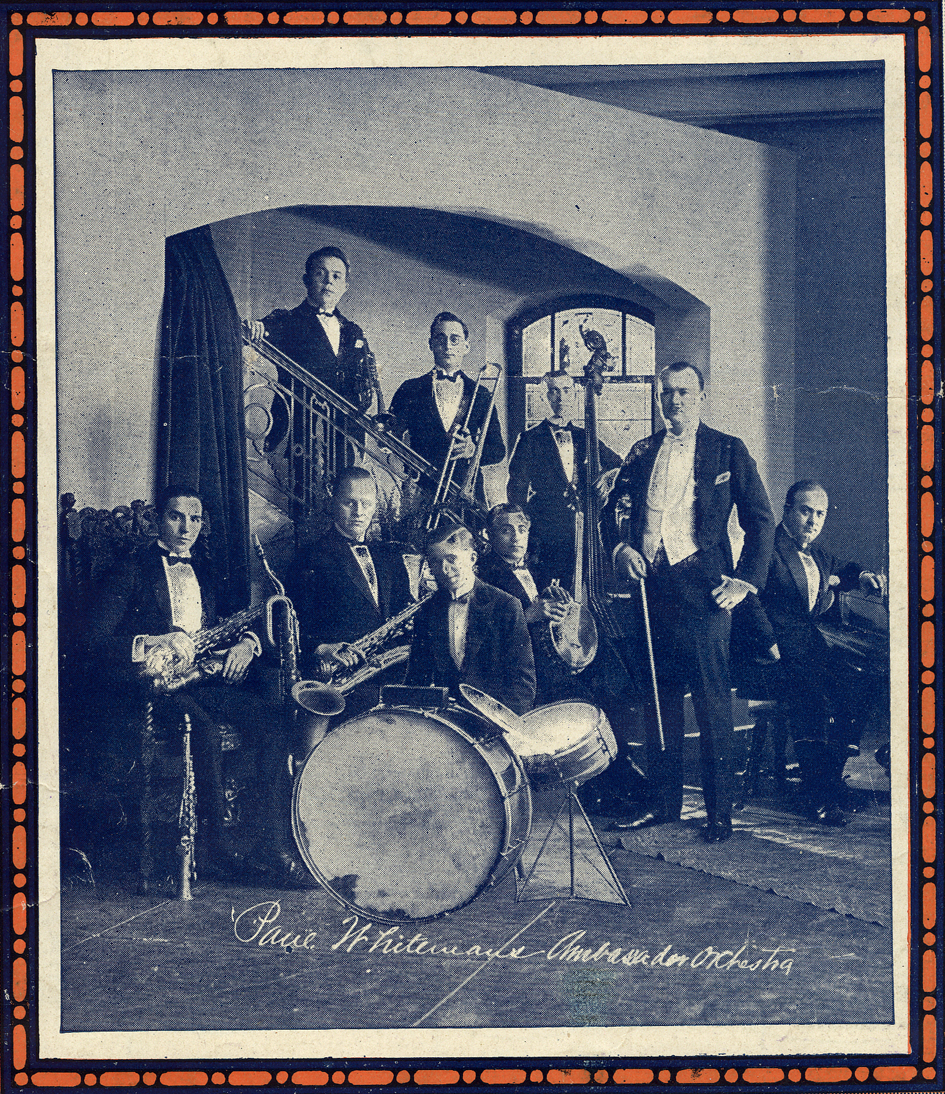
Paul Whitemans orkester 1921. Foto från nothäftesomslaget till orkesterns tidiga skivframgång Wang Wang Blues.

En viktig orsak till Whitemans framgång var de nyskapande arrangemang orkestern använde. Fram till denna tidpunkt hade dansmusik i regel spelats ganska fantasilöst och repetitivt (som till exempel av Joseph C Smiths orkester). Whitemans främste tidige arrangör, pianisten Ferde Grofé (1892-1972) utnyttjade däremot orkesterns möjligheter till det yttersta vad gällde att få fram varierande tonklanger, samspel och solistinsatser, samt lekte gärna med att smyga in partier ur klassiska stycken i populärmelodier. Arrangemangen krävde stor teknisk skicklighet av orkestern, vars medlemmar också i stor utsträckning värvades bland klassiskt skolade musiker och gärna var multiinstrumentalister. Whitemans främste träblåsare under orkesterns tidiga år, Ross Gorman, växlade exempelvis ledigt mellan klarinett, basklarinett, sopran-, alt- och barytonsaxofon samt oboe, heckelfon och säckpipa!

## Aeolian Hall-konserten
Under det tidiga 1920-talet var jazzen en av stora grupper försmådd musikform. Den ansågs som slamrig, vulgär och som en övergående fluga vilken borde bekämpas. Whitemans inställning var den motsatta. Han ville "göra en dam av jazzen" och få den erkänd som en genuin amerikansk konstform. 1924 beslöt han att verkligen manifestera detta. För sina intäkter från skivförsäljning och framträdanden bokade han den anrika konsertlokalen Aeolian Hall i New York för en påkostad konsert som han kallade "an experiment in modern music" och vilken gick av stapeln den 12 februari 1924. Konserten bestod av två avdelningar. I den första presenterades "jazzens utveckling" från den typ av musik som lanserats av Original Dixieland Jazz Band 1917 till de sofistikerade arrangemang Whiteman presenterade i dagsläget, en samling solostycken med pianovirtuosen Zez Confrey och några exempel på populärmusik i "symfoniska" arrangemang. I den andra avdelningen presenterade Whiteman ett antal verk nyskrivna särskilt för konserten och hans orkester med George Gershwins Rhapsody in blue (arrangerad av Grofé och med Gershwin själv som pianosolist) som det stora slagnumret. Konserten blev en stor succé och bevistades av ledande kulturpersonligheter, musiker och kompositörer som Jacha Heifetz, Fritz Kreisler, Sergej Rachmaninov och Leopold Stokowski.

## Det sena 20-talet: orkestern blir jazzigare
[återstår att skriva]

## Filmen "The King Of Jazz"

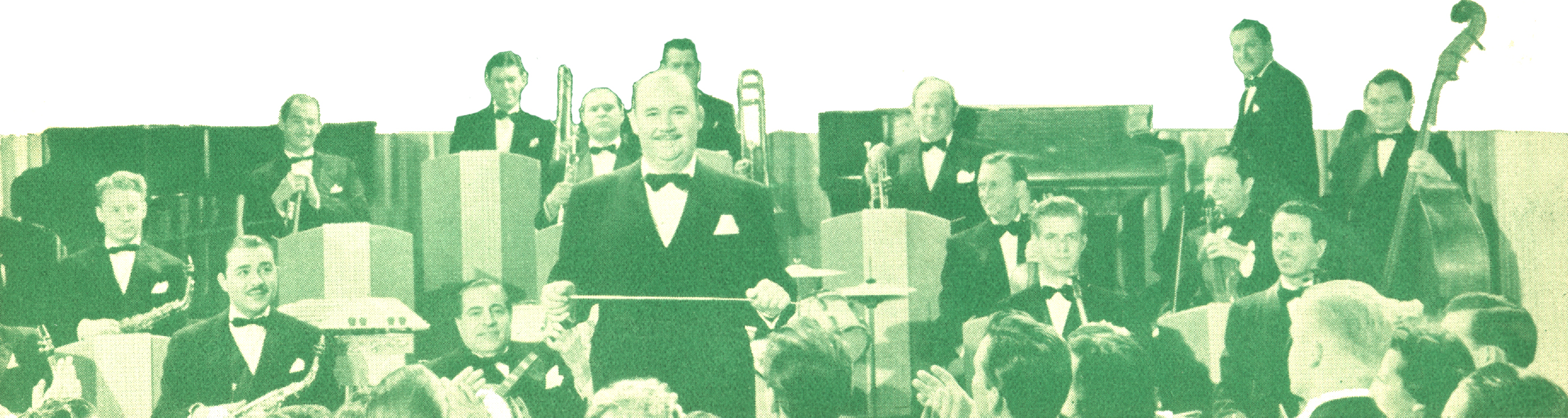
Paul Whitemans orkester c:a 1941. Foto från nothäftesomslag.

[återstår att skriva]

## Filmografi (urval)
- 1930 Jazzkungen (The King Of Jazz)
- 1935 Thanks A Million
- 1940 Vi jazzkungar (Strike Up The Band)
- 1944 Atlantic City
- 1945 Rhapsody In Blue
- 1947 Dorsey spelar upp! (The Fabulous Dorseys)